# Lee (hrabstwo Berkshire)
Lee – jednostka osadnicza w Stanach Zjednoczonych, w stanie Massachusetts, w hrabstwie Berkshire.